# 科菲
《科菲》（英語：Coffy）是1973年由美国电影制片人杰克·希尔编剧和导演的一部美国黑人剥削电影。故事讲述了一个由潘·葛瑞儿（Pam Grier）扮演的黑人女性义警，她寻求对她妹妹的毒瘾负有责任的海洛因经销商进行暴力报复。